# 孫茂槐
孫茂槐（17世紀—17世紀），山東登州府萊陽縣人，明末清初政治人物。

## 生平
孫茂槐是崇禎十二年（1639年）貢生，十三年（1640年）庚辰科賜特用出身，授無極知縣，為政寬猛並用，在亂局期間能保衛城池，入清後起為當陽知縣，就任後立刻埋葬遺骸、招撫流亡，又嫉惡如仇，危害人民者必定杖殺，縣西北有土寇周國酉等人盤踞百寶寨為害人民，他得知後很快平定，不久因病去世，上級憐憫他清苦，贈送金錢讓其家人扶棺回鄉。

## 引用
1. 1 2  雍正《萊陽縣志·卷六·選舉志》：貢士……明……崇禎……孫茂槐 鳴玘子，己卯貢，授無極縣知縣，順治間官當陽縣知縣
2. ↑  民國《重修無極縣志·卷七·職官志》：孫茂槐，山東萊陽人，特用，崇禎十四年任縣事，為政猛以濟寬，知人善任，故當大亂而能保守城池，殆所云能禦大災能捍大患者。
3. ↑  同治《當陽縣志·卷十·職官志》：孫茂槐，萊陽人，順治初單騎之官，身衣皂綈多補綴，甫下車瘞遺骼，招撫流亡，時亂後少牛民以力耕，槐見輒下馬流涕，士有不能自存者給之食，而嫉惡甚嚴，有蠹民者立杖殺之，邑西北有土賊周國酉等踞百寶寨為民害，槐上聞剿平之，未幾以疾卒，在官一載囊無長物，上憲憫其清苦，咸贈以金扶櫬歸。 參考通志